# Dicranoloma fasciatum
Dicranoloma fasciatum là một loài Rêu trong họ Dicranaceae. Loài này được (Hedw.) Paris mô tả khoa học đầu tiên năm 1904.